# 泉町本谷
泉町本谷（いずみまち ほんや）は、福島県いわき市の大字である。郵便番号は971-8181。

## 地理
いわき市南東部の小名浜地区に属する。北で常磐馬玉町、小名浜島、東で小名浜住吉、南東角で小名浜大原、南東で小名浜南富岡、南で泉町滝尻、葉山、南西で泉玉露、泉町玉露、西で泉ケ丘とそれぞれ隣接する。概ね町村制施行以前の菊多郡本谷村の流れを汲む地域である。二級水系藤原川に注ぐ右岸支流の流域を範囲とする。平野には水田が広がり、山裾を横断する市道沿いに人家などが建ち並ぶ。西側の丘陵地に泉ケ丘や葉山といった住宅地が造成され当地域から分離された。小名浜岡小名内に所在するいわき東警察署及び小名浜に所在する小名浜消防署がそれぞれ管轄にあたる。

### 主な字
字
- 鹿野
- 豆腐ノ内
- 八合

- 渡地
- 道上
- 作

- 薬師下
- 堀ノ内
- 大田

- 数馬
- 竹花
- 仲ノ内

- 内方
- 幕ノ内
- 台

### 河川
- 二級水系藤原川

## 歴史
- 1879年1月27日 - 泉藩領本谷村が福島県内における郡区町村制の施行により菊多郡の村となる[4]。
- 1889年4月1日 - 町村制の施行により本谷村が玉露村、泉村、本谷村、滝尻村、下川村、黒須野村と合併し、菊多郡泉村が新たに発足する。旧本谷村域は泉村の大字となる[4]。
- 1896年4月1日 - 菊多郡と周辺郡との合併により石城郡が発足し、石城郡泉村となる[4]。
- 1953年4月1日 - 泉村が町制施行し、泉町の大字となる[4]。
- 1954年3月31日 - 泉町が小名浜町、渡辺村、江名町と合併、磐城市が新たに発足し、磐城市の大字となる[4]。
- 1966年10月1日 - 磐城市が平市・常磐市・内郷市・勿来市、石城郡小川町・遠野町・四倉町・川前村・田人村・好間村・三和村、双葉郡久之浜町・大久村と合併しいわき市となり、いわき市小名浜地区の大字となる[4]。
- 1999年 - いわきタウンズヴィルの造成に伴い、当該区域が葉山として分離新設される[4]。

## 世帯数と人口
2023年10月31日現在の世帯数と人口は以下の通りである。
| 大字     | 世帯数  | 人口  |
| -------- | ------- | ----- |
| 泉町本谷 | 356世帯 | 871人 |

## 小・中学校の学区
市立小・中学校に通う場合、学区は以下の通りとなる。
| 番地           | 小学校               | 中学校             |
| -------------- | -------------------- | ------------------ |
| 上記を除く全域 | いわき市立泉北小学校 | いわき市立泉中学校 |

## 交通

### 鉄道
- JR常磐線

### 道路
- 福島県道20号いわき上三坂小野線（旧国道6号）
  - 泉トンネル

## 施設
- 復興公営泉本谷団地